# آتشفشان‌های کامچاتکا
آتشفشان‌های کامچاتکا گروه بزرگی از آتشفشانها هستند که در شبه‌جزیره کامچاتکا در روسیه قرار دارند. بیش از ۳۰۰ آتشفشان در این شبه‌جزیره شناسایی شده است که در حال حاضر ۲۹ تای آنان فعالند. بزرگترین این آتشفشان‌ها که در فهرست میراث جهانی یونسکو نیز به ثبت رسیده است کرونوتسکایا سوپکا یا آتشفشان کرونوتسکی است که ارتفاعی برابر با ۳٬۵۲۸ متر دارد. همچنین کلیوچوسکایا سوپکا با ۴۷۵۰ متر ارتفاع، بلندترین آتشفشان فعال کامچاتکا است.

## فهرست آتشفشان‌ها
فهرست برخی از آتشفشان‌های کامچاتکا به شرح زیر است:
- کوریاکسکی
- آواچینسکی
- وویامپولسکی
- بلی
- سورنی
- اوستری
- اسنژنی
- اسپوکوینی
- یلوفسکی
- شیشل
- تیتیلا
- توزوفسکی
- کامبالنی
- کبنی
- کیزیمن
- کوزلسکی